# Хелън Джейкъбс
Хелън Хъл Джейкъбс (на английски: Helen Hull Jacobs) е американска тенисистка.

## Биография
Родена е на 6 август 1908 г. в Глоуб, Аризона. През периода 1932-1936 г. печели пет титли от Големия шлем. Тя е считана за една от най-добрите тенисистки на своето време, след Хелън Уилс Мууди.
На Уимбълдън през 1933 г. тя става първата жена, която се осмелява да носи шорти, вместо традиционната пола.
През 1962 г. е включена в Международната тенис зала на славата.
Още по време на активната си състезателна кариера Хелън Джейкъбс става писателка, написва няколко книги и учебници по тенис, а през 1936 г. публикува автобиографията си „Отвъд играта“ (Beyond the Game).
По време на Втората световна война служи като подполковник в разузнаването на Военноморските сили на САЩ и е една от малкото жени с такъв ранг във флота.
Джейкъбс е лесбийка. Почива на 88 години на 2 юни 1997 г. от сърдечна недостатъчност.

## Успехи

### Титли на сингъл в турнири от Големия шлем (5)
| Година | Турнир                        | Съперник                 | Резултат              |
| 1932   | Открито първенство на САЩ     | Каролайн Бабкок          | 6–2, 6–2              |
| 1933   | Открито първенство на САЩ (2) | Хелън Уилс Мууди         | 8–6, 3–6, 3–0 retired |
| 1934   | Открито първенство на САЩ (3) | Сара Палфри Кук          | 6–1, 6–4              |
| 1935   | Открито първенство на САЩ (4) | Сара Палфри Кук          | 6–2, 6–4              |
| 1936   | Уимбълдън                     | Хилде Кравинкел Сперлинг | 6–2, 4–6, 7–5         |

### Загубени финали на сингъл в турнири от Големия шлем (11)
| Година | Турнир                    | Съперник         | Резултат       |
| 1928   | Открито първенство на САЩ | Хелън Уилс Мууди | 6–2, 6–1       |
| 1929   | Уимбълдън                 | Хелън Уилс Мууди | 6–1, 6–2       |
| 1930   | Ролан Гарос               | Хелън Уилс Мууди | 6–2, 6–1       |
| 1932   | Уимбълдън                 | Хелън Уилс Мууди | 6–3, 6–1       |
| 1934   | Ролан Гарос               | Маргарет Скривън | 7–5, 4–6, 6–1  |
| 1934   | Уимбълдън                 | Дороти Раунд     | 6–2, 5–7, 6–3  |
| 1935   | Уимбълдън                 | Хелън Уилс Мууди | 6–3, 3–6, 7–5  |
| 1936   | Открито първенство на САЩ | Алис Марбъл      | 4–6, 6–3, 6–2  |
| 1938   | Уимбълдън                 | Хелън Уилс Мууди | 6–4, 6–0       |
| 1939   | Открито първенство на САЩ | Алис Марбъл      | 6–0, 8–10, 6–4 |
| 1940   | Открито първенство на САЩ | Алис Марбъл      | 6–2, 6–3       |

### Титли на двойки в турнири от Големия шлем (3)
| Година | Турнир                    | Партньор        | Съперници                     | Резултат      |
| 1932   | Открито първенство на САЩ | Сара Палфри Кук | Едит Крос Анна Маккун Харпър  | 3-6, 6-3, 7-5 |
| 1934   | Открито първенство на САЩ | Сара Палфри Кук | Каролайн Бабкок Дороти Андрюс | 4-6, 6-3, 6-4 |
| 1935   | Открито първенство на САЩ | Сара Палфри Кук | Каролайн Бабкок Дороти Андрюс | 6-4, 6-2      |

### Загубени финали на двойки в турнири от Големия шлем (6)
| Година | Турнир                    | Партньор        | Съперници                        | Резултат      |
| 1931   | Открито първенство на САЩ | Дороти Раунд    | Бети Нътхол Ейлин Бенет          | 2-6, 4-6      |
| 1932   | Уимбълдън                 | Елизабет Райън  | Дорис Метакса Йосане Сигарт      | 4-6, 3-6      |
| 1934   | Ролан Гарос               | Сара Палфри Кук | Симон Матьо Елизабет Райън       | 6-3, 4-6, 2-6 |
| 1936   | Уимбълдън                 | Сара Палфри Кук | Фреда Джеймс Кей Стамърс         | 2-6, 1-6      |
| 1936   | Открито първенство на САЩ | Сара Палфри Кук | Марджъри Гладмън Каролайн Бабкок | 7-9, 6-2, 4-6 |
| 1939   | Уимбълдън                 | Били Йорк       | Сара Палфри Кук Алис Марбъл      | 1-6, 0-6      |

### Титли на смесени двойки в турнири от Големия шлем (1)
| Година | Турнир                    | Партньор   | Съперници                    | Резултат        |
| 1934   | Открито първенство на САЩ | Джордж Лот | Елизабет Райън Лестър Стофън | 4-6, 13-11, 6-2 |

### Загубени финали на смесени двойки в турнири от Големия шлем (1)
| Година | Турнир                    | Партньор      | Съперници                 | Резултат |
| 1934   | Открито първенство на САЩ | Елсуърт Вайнс | Сара Палфри Кук Фред Пери | 3-6, 5-7 |